# Интеллектуальный анализ текста
Интеллектуальный анализ текстов (ИАТ, англ. text mining) — направление в искусственном интеллекте, целью которого является получение информации из коллекций текстовых документов, основываясь на применении эффективных в практическом плане методов машинного обучения и обработки естественного языка. Название «интеллектуальный анализ текстов» перекликается с понятием «интеллектуальный анализ данных» (ИАД, англ. data mining), что выражает схожесть их целей, подходов к переработке информации и сфер применения; разница проявляется лишь в конечных методах, а также в том, что ИАД имеет дело с хранилищами и базами данных, а не электронными библиотеками и корпусами текстов.

## Группы задач ИАТ
Ключевыми группами задач ИАТ являются: категоризация текстов, извлечение информации и информационный поиск, обработка изменений в коллекциях текстов, а также разработка средств представления информации для пользователя.
Категоризация документов заключается в отнесении документов из коллекции к одной или нескольким группам (классам, кластерам) схожих между собой текстов (например, по теме или стилю). Категоризация может происходить при участии человека, так и без него. В первом случае, называемом классификацией документов, система ИАТ должна отнести тексты к уже определённым (удобным для него) классам. В терминах машинного обучения для этого необходимо произвести обучение с учителем, для чего пользователь должен предоставить системе ИАТ как множество классов, так и образцы документов, принадлежащих этим классам.
Второй случай категоризации называется кластеризацией документов. При этом система ИАТ должна сама определить множество кластеров, по которым могут быть распределены тексты, — в машинном обучении соответствующая задача называется обучением без учителя. В этом случае пользователь должен сообщить системе ИАТ количество кластеров, на которое ему хотелось бы разбить обрабатываемую коллекцию (подразумевается, что в алгоритм программы уже заложена процедура отбора признаков).

## Применение
В последнее время анализ текста привлекает всё больше внимания в различных областях, таких как безопасность, коммерция, наука.

### В безопасности
Многие пакеты анализа текста, такие как Aerotext и Attensity, нацелены на рынок приложений безопасности, в частности на анализ источников простого текста, например новостных сайтов.

### В программном обеспечении
Исследования и разработки подразделений крупных компаний, таких как IBM, Apple и Microsoft, исследуют технологии анализа текста с целью будущей автоматизации процессов анализа и извлечения данных.